# Große Masurische Seen
Die Großen Masurischen Seen (poln. Kraina Wielkich Jezior Mazurskich) sind eine Mesoregion sowie Seenlandschaft in den Woiwodschaften Ermland-Masuren in Polen. Die Region hat eine Fläche von 1732 km², wovon 486 km² Wasserfläche ist.

## Lage
Die Großen Masurischen Seen sind Teil der Masurischen Seenplatte. Im Süden schließt sich die Równina Mazurska, im Osten die Lycker Seenplatte, im Norden das Angerapper Land und im Westen die Sensburger Seenplatte sowie die Nizina Sępopolska an. Die Seenplatte liegt im Nordosten Polens.

## Geologie
Die Großen Masurischen Seen bestehen aus einer Vielzahl von großen Seen in einer Moränenlandschaft. Charakteristisch für diese Landschaft sind glaziale Rinnen zwischen den Hügeln, entstanden durch die abtragende Wirkung der Schmelzwässer beim Abschmelzen der Gletscher, die später die Seen aufnahmen.

## Seen
Die größten Seen sind der Śniardwy (Spirdingsee; 113,8 km²) und der Mamry (Mauersee; 105 km²), die gleichzeitig die flächengrößten Seen Polens sind. Die Seen sind durch Flüsse und Kanäle miteinander verbunden, so dass ein großes und dichtes Wasserwegenetze entstanden ist.

## Flüsse
Die Großen Masurischen Seen entwässern nach Süden über die Pisa in die Narew und Weichsel sowie nach Norden über den Pregel.

## Besiedlung
Das Gebiet der Großen Masurischen Seen ist dünn besiedelt. Die meisten Kleinstädte, wie Giżycko (Lötzen), Mikołajki (Nikolaiken), Pisz (Johannisburg) und Węgorzewo (Angerburg), liegen an den Ufern der großen Seen.

## Natur
Das Gebiet wird durch den Masurischen Landschaftsschutzpark geschützt, der auch zahlreiche Naturreservate besitzt.